# Cervera del Río Alhama
Pour les articles homonymes, voir Cervera.
Cervera del Río Alhama est une commune de la communauté autonome de La Rioja, en Espagne.

## Démographie
| 1900  | 1910  | 1920  | 1930  | 1940  | 1950  | 1960  | 1970  | 1981  |
| ----- | ----- | ----- | ----- | ----- | ----- | ----- | ----- | ----- |
| 6 002 | 6 695 | 6 908 | 6 992 | 7 375 | 7 475 | 6 026 | 4 610 | 4 157 |

| 1991  | 2001  | 2011  | - | - | - | - | - | - |
| ----- | ----- | ----- | - | - | - | - | - | - |
| 3 483 | 2 946 | 2 595 | - | - | - | - | - | - |

## Administration

### Conseil municipal
La ville de Cervera del Río Alhama comptait 2 294 habitants aux élections municipales du 26 mai 2019. Son conseil municipal (en espagnol : Pleno del Ayuntamiento) se compose donc de 11 élus.
| Parti | Parti                                     | Voix | %       | Élus   |
| ----- | ----------------------------------------- | ---- | ------- | ------ |
|       | Parti populaire (PP)                      | 793  | 48,21 % | 5 / 11 |
|       | Parti socialiste ouvrier espagnol (PSOE)  | 695  | 42,25 % | 5 / 11 |
|       | Candidatura Independiente El Puntal (Cip) | 133  | 8,09 %  | 1 / 11 |
|       | Partido Riojano (PR+)                     | 24   | 1,46 %  | 0 / 11 |

### Liste des maires
| Mandat    | Maire | Maire                       | Parti               |
| --------- | ----- | --------------------------- | ------------------- |
| 1979-1983 |       | Julio Santamaría Galarreta  | UCD                 |
| 1983-1987 |       | José Luis Calahorra         | PSOE                |
| 1987-1991 |       | José María Tejada Hernández | PSOE                |
| 1991-1995 |       | Fernando Moreno             | PSOE                |
| 1995-1999 |       | José Luis Sanz Alonso       | PP                  |
| 1999-2003 |       | José Luis Sanz Alonso       | PP                  |
| 2003-2007 |       | José Luis Sanz Alonso       | PP                  |
| 2007-2011 |       | José Luis Sanz Alonso       | PP                  |
| 2011-2015 |       | José Luis Sanz Alonso       | PP                  |
| 2015-2019 |       | Estrella Santana Martínez   | PSOE-Cervera Plural |
| 2019-2023 |       | Estrella Santana Martínez   | PSOE-Cervera Plural |